# Marmstorf
Marmstorf és un barri del districte d'Harburg al sud de l'estat d'Hamburg a Alemanya, regat pel Schulteichgraben un afluent de l'Engelbek. A la fi de 2010 tenia 8 723 habitants a una superfície de 5,8 km².

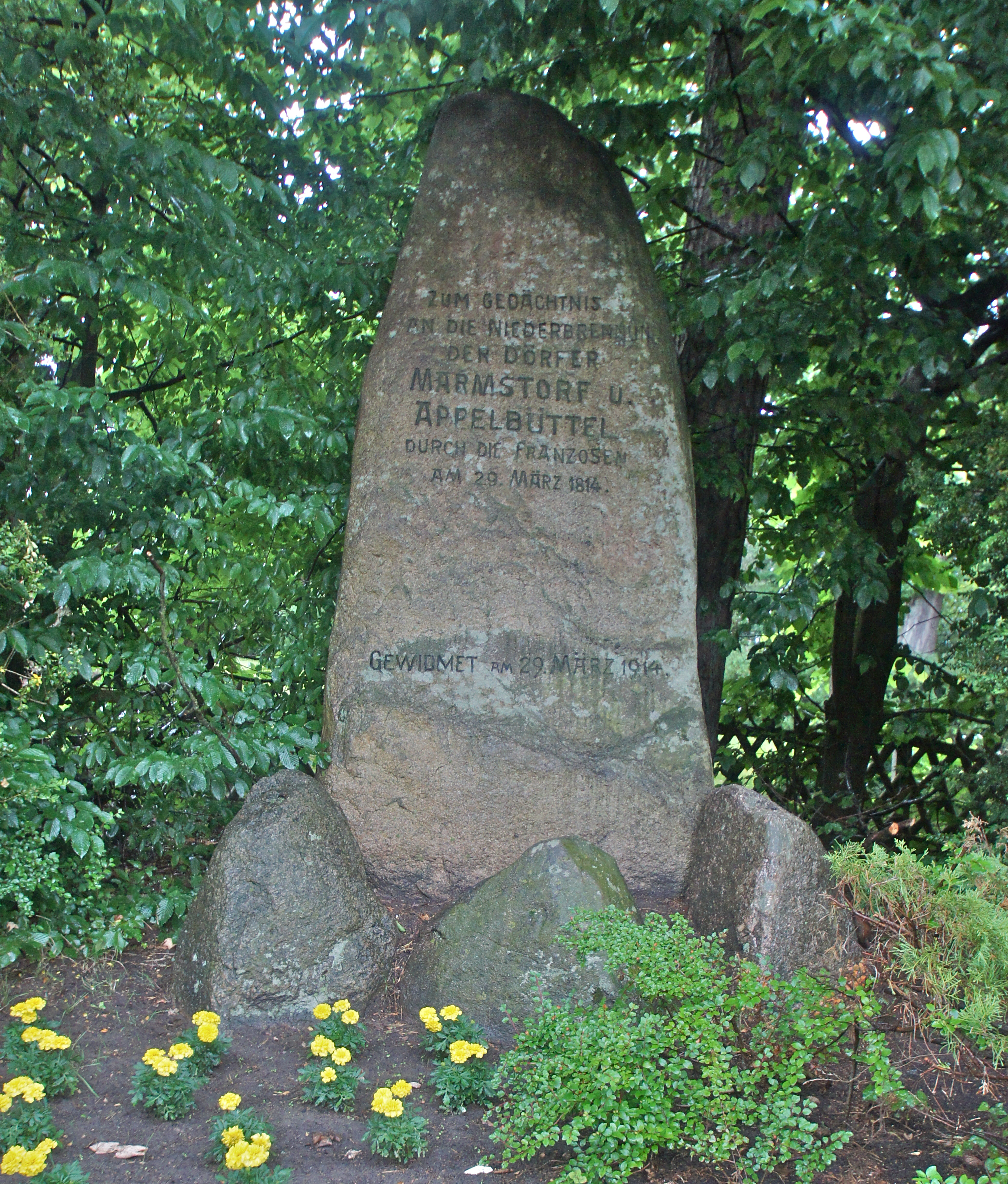
Monument commemoratiu de la destrucció del poble per les tropes Napoleòniques

 Els esments escrits antics Marmoldesthorpe 1196 o Marmeldesdorp ensenyen l'origen del nom: poble o mas d'un cert Marbold que va evolucionar cap al baix alemany Marmstörp que sota el règim prussià d'Otto von Bismarck va ser traduït a l'alemany Marmstorf.
El 1326, el poble era probablement la seu de la nissaga de Marmstorp, un ministerial o alt funcionari no noble que havia d'administrar els béns del rei. El poble rural comptava el 1667 amb 14 masies, però no tenia cap església i depenia de la parròquia de Sinstorf. El 1814, vers la fi de les guerres napoleòniques tot el poble i el barri d'Appelbüttel van ser incendiats per a les tropes franceses. El 1852 va esdevenir un municipi al regne de Hannover, el nombre de masies atenyé però la industrialització de la ciutat veïna d'Harburg no va repercutir. Quan després de la llei de l'àrea metropolitana d'Hamburg del 1937 va ser fusionat amb Hamburg encara tenia el seu aspecte rural idíl·lic que es troba encara avui a l'entorn de l'estany comú del centre històric, reconstruït poc després de la desfeta de Napoleó el 1815 i a la vall verd del llogaret d'Appelsbüttel.
La urbanització va començar a l'inici dels anys 1960. Tret d'una arboricultura i unes modestes empreses industrials al petit polígon industrial Beunterring, el poble queda principalment un dormitori al mig de molts d'espais verds.

## Llocs d'interès
- El nucli antic, paisatge llistat
- Estany a l'Schulteichgraben
- L'espai verd de la vall d'Appelbüttel

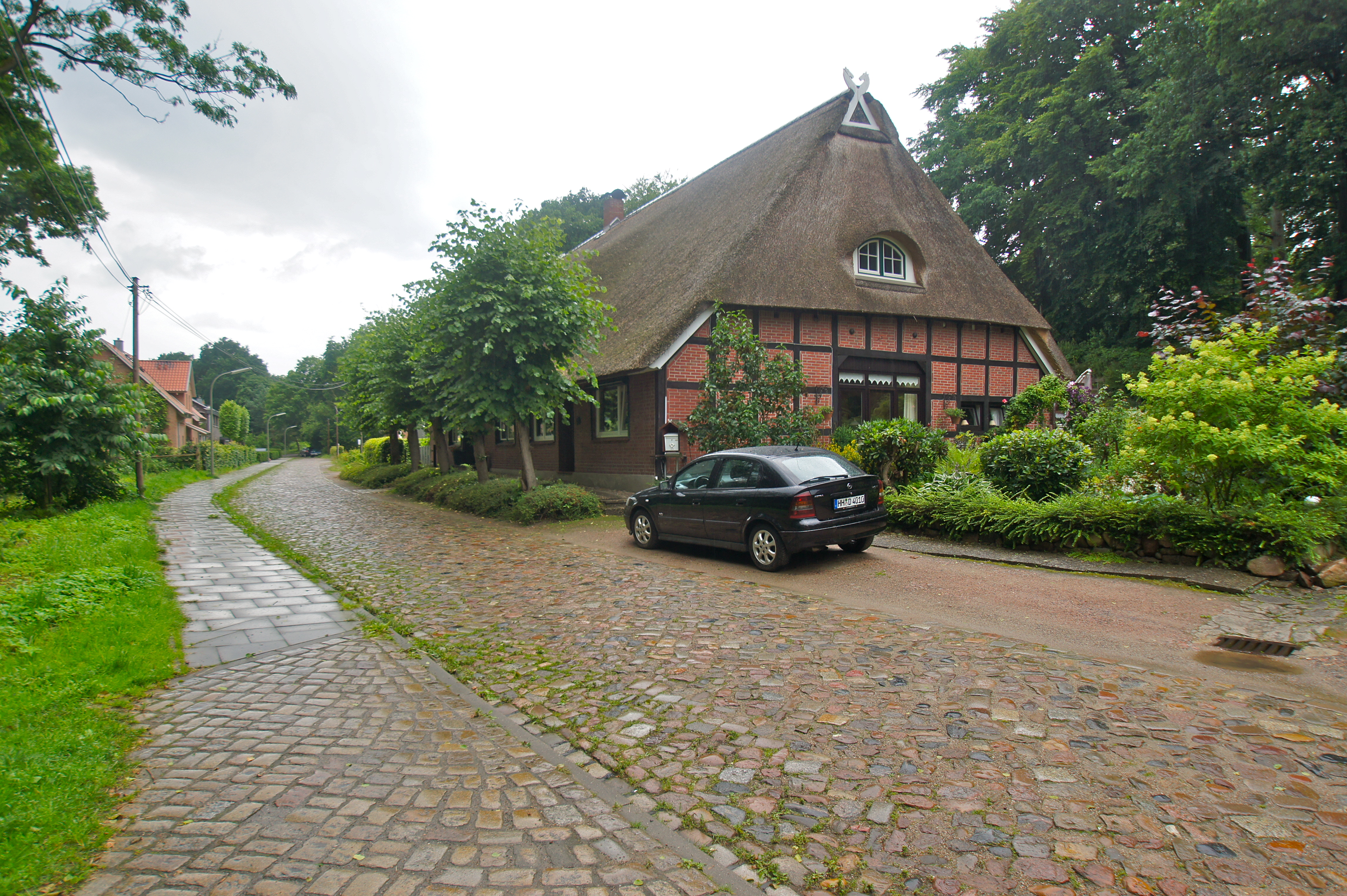
Antic mas al marge del Schulteichgraben
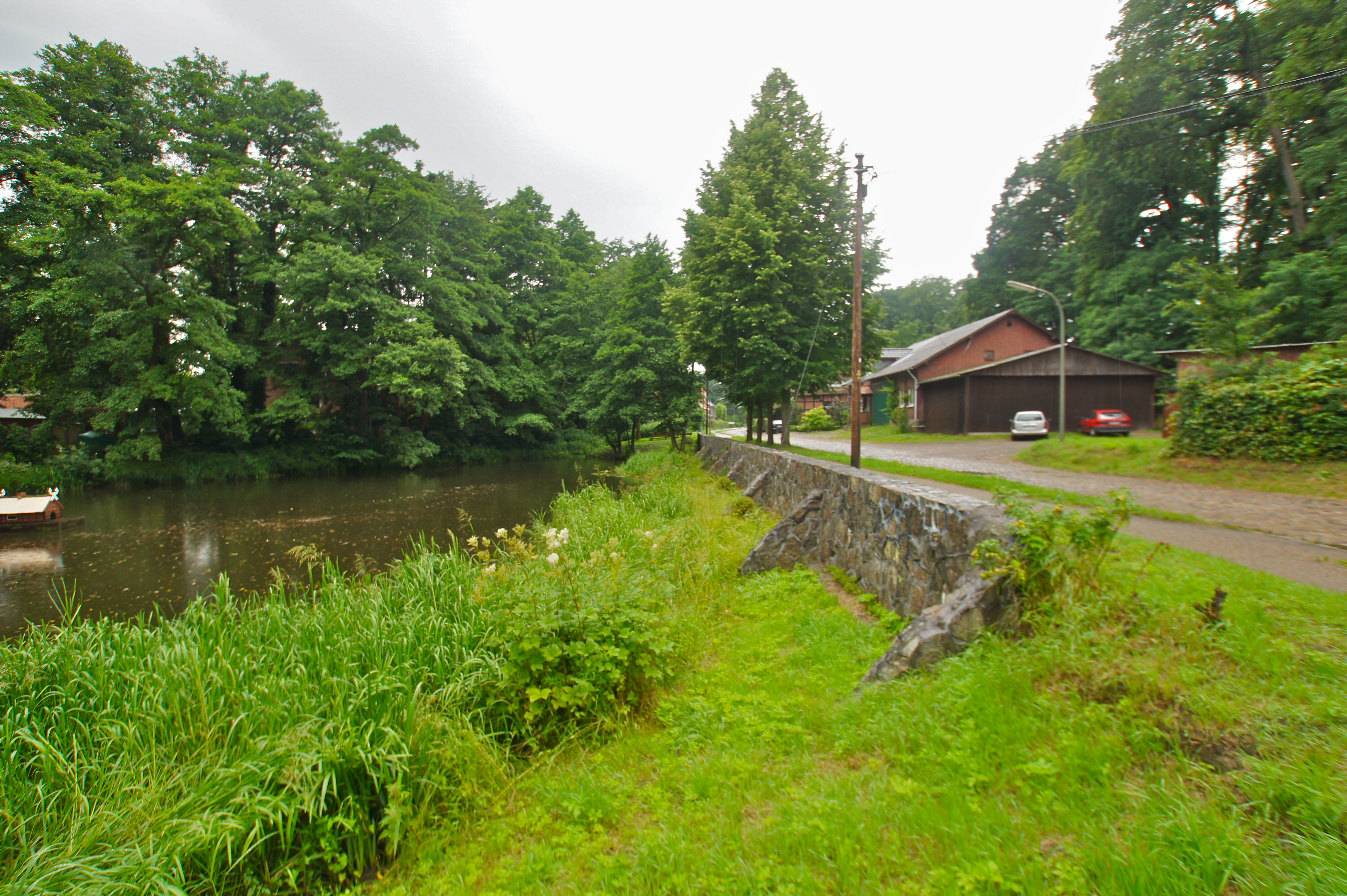
Estany al Schulteichgraben
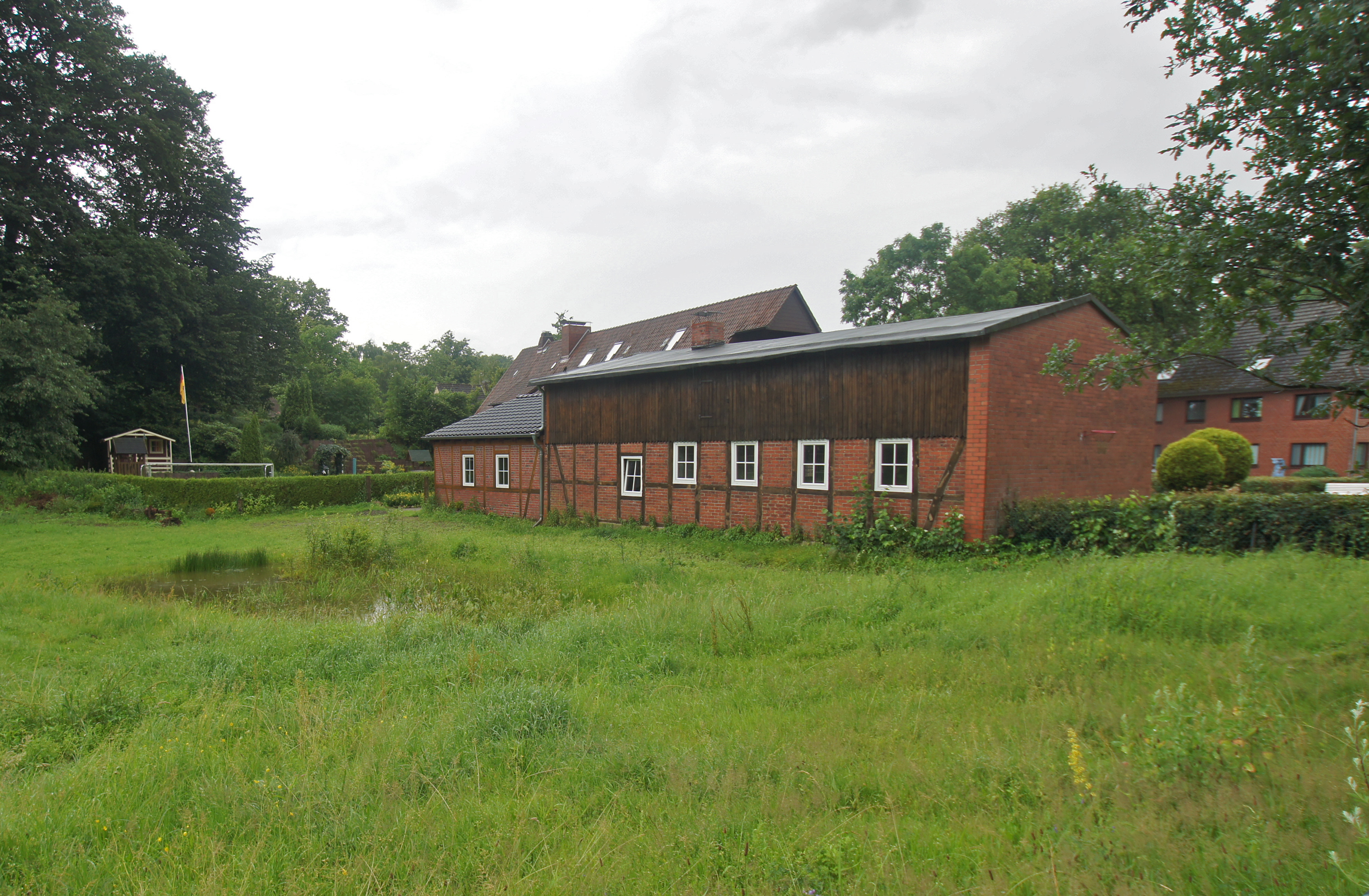
L'antiga escola
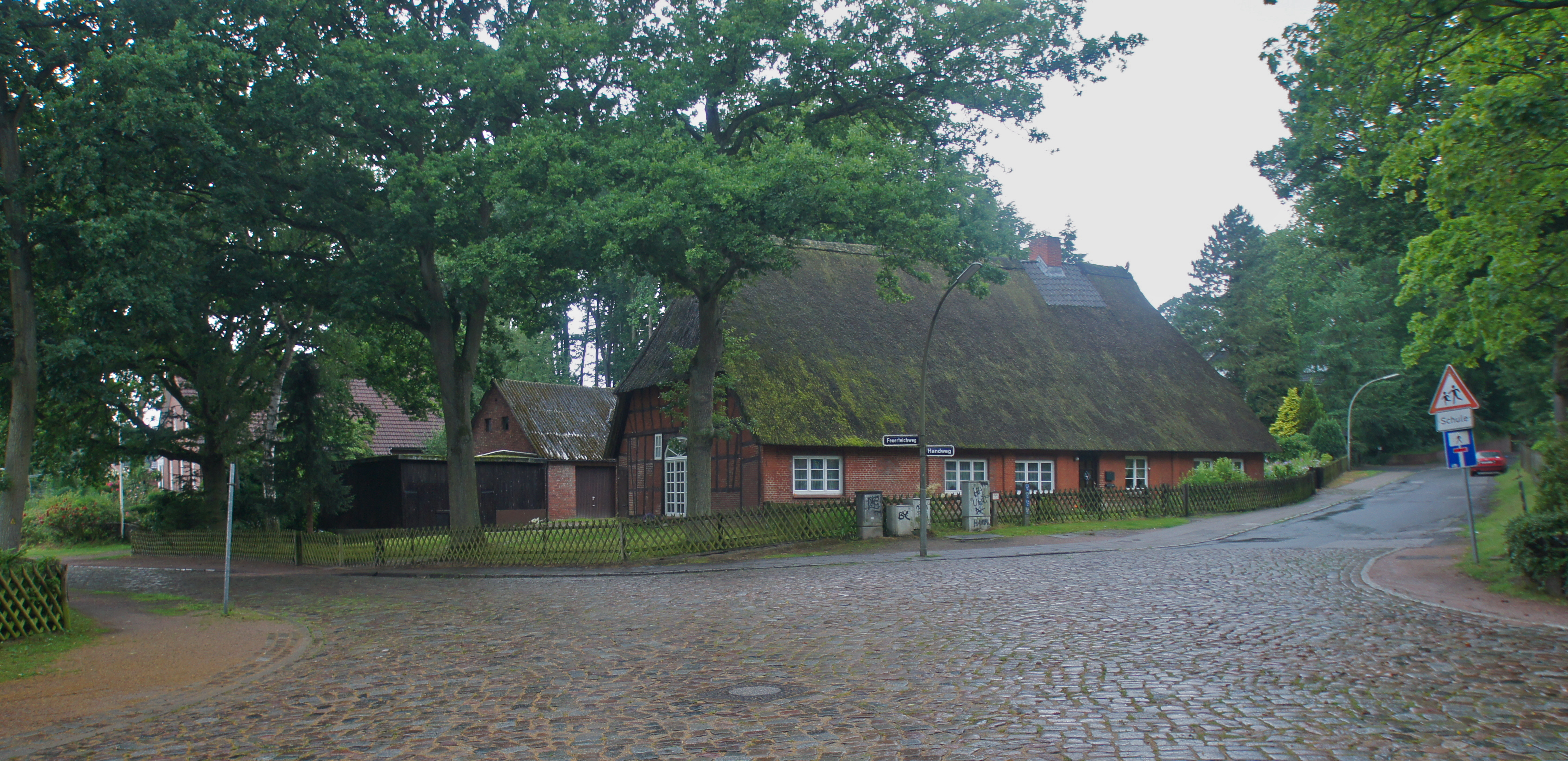
El nucli històric
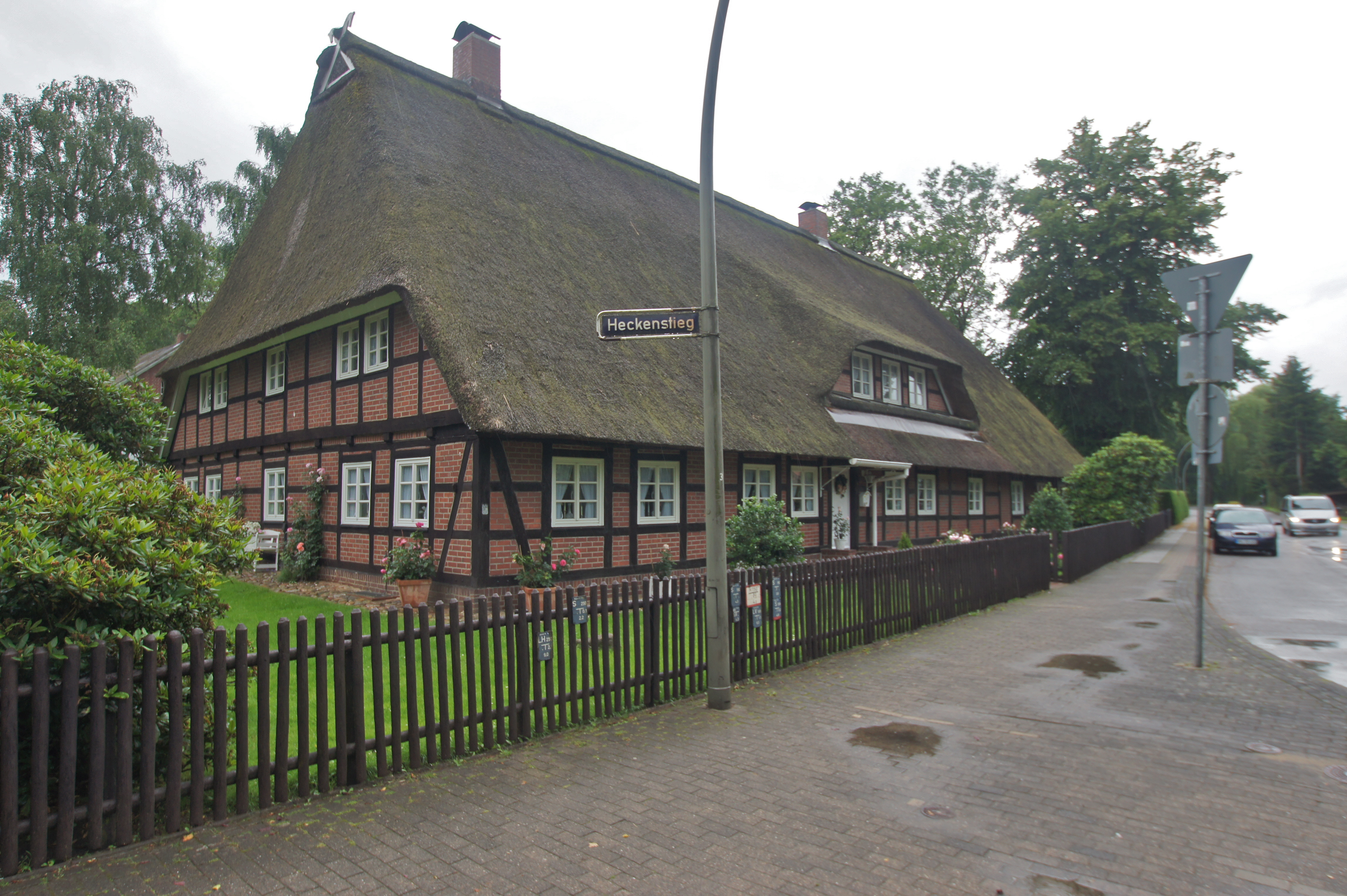
Casa d'entramat de fusta al carrer Heckenstieg
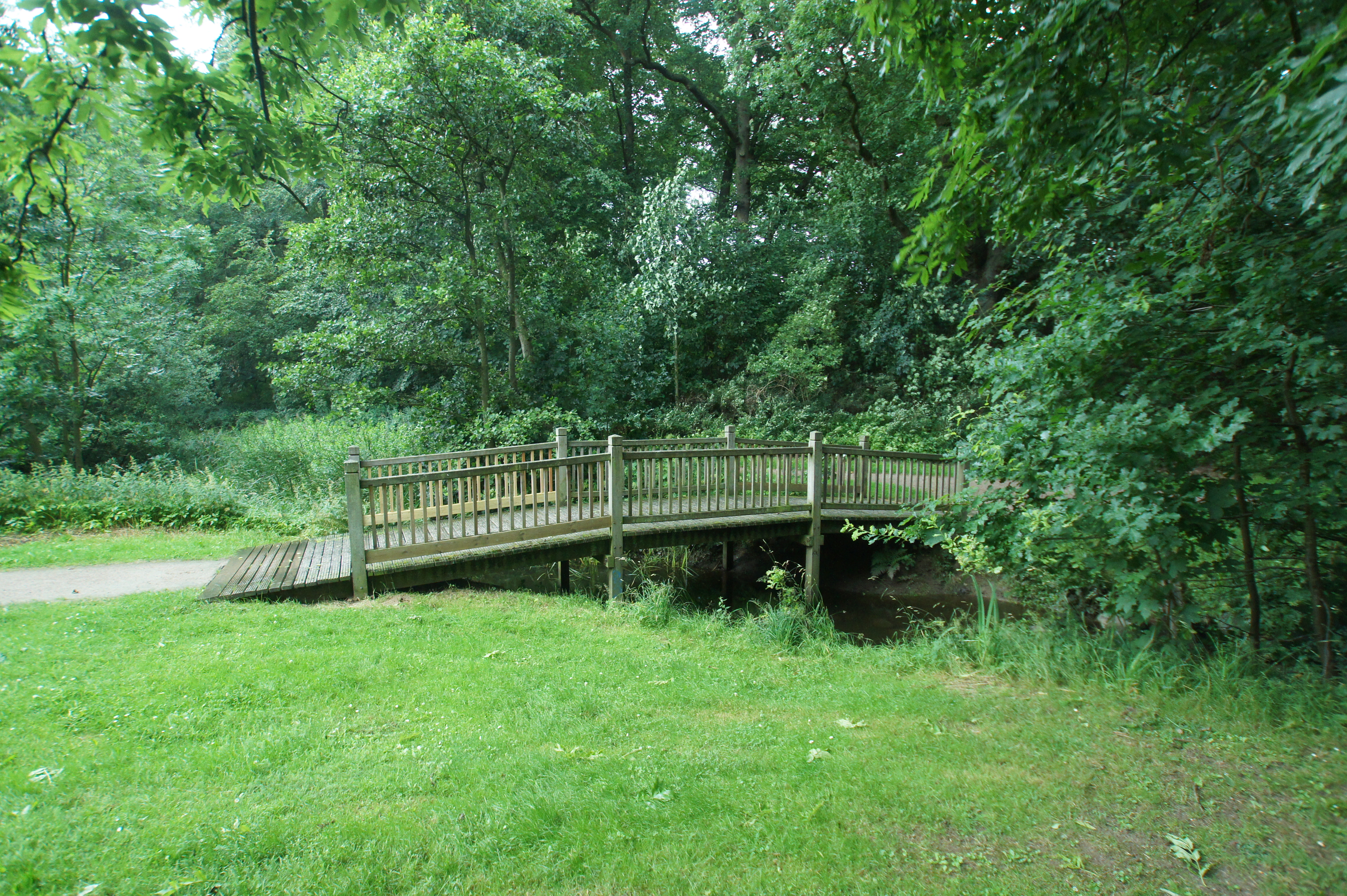
Pont de fusta a l'Engelbek a la frontera amb Langenbek